# Zemětřesení na Haiti 2018
Zemětřesení na Haiti 2018 bylo zemětřesení o síle 5,9 Mw s epicentrem 19 km severozápadně od města Port-de-Paix, v němž žije přes 300 000 obyvatel. Pocítili ho také obyvatelé hlavního města Port-au-Prince a vedlejší Dominikánské republiky. Jedná se o nejvýznamnější zemětřesení na Haitách od katastrofálního zemětřesení v roce 2010.
Při otřesu zemřelo nejméně 17 lidí, z toho 16 ve městech Port-de-Paix a Gros-Morne, a přes 300 utrpělo zranění. Zemětřesení zničilo 4 školy poškodilo tisíce domů.